# Santo Antônio (ort)
Santo Antônio är en ort i Brasilien.   Den ligger i kommunen Santo Antônio och delstaten Rio Grande do Norte, i den östra delen av landet, 1 700 km nordost om huvudstaden Brasília. Santo Antônio ligger 93 meter över havet och antalet invånare är 12 529.
Terrängen runt Santo Antônio är platt, och sluttar österut. Närmaste större samhälle är Nova Cruz, 19,2 km söder om Santo Antônio.
Omgivningarna runt Santo Antônio är huvudsakligen savann. Runt Santo Antônio är det ganska tätbefolkat, med 67 invånare per kvadratkilometer.